# Place des Cordeliers à Lyon
Place des Cordeliers à Lyon ist ein französischer Kurzfilm aus dem Jahr 1895. Regie führte Louis Lumière. Der Film wurde am 28. Dezember 1895 erstmals im Salon Indien in Paris präsentiert. Es wird vermutet, dass der Film am 10. Mai 1895 gedreht wurde. Der Film wurde auf 35-mm-Film gedreht.

## Filminhalt
Der Film zeigt das Leben auf dem Place des Cordeliers in Lyon.